# Musée archéologique de Gandia
Le Musée archéologique de Gandia est un musée situé à Gandia, dans la Communauté valencienne, en Espagne. Il accueille le patrimoine archéologique de la comarque de Safor, et notamment, en concurrence avec le Musée de la préhistoire de Valence, une partie des vestiges trouvés dans la Cueva del Parpalló, site préhistorique et daté du Paléolithique supérieur.

## Bâtiment
Le musée est logé dans les bâtiments de l’hôpital de Saint-Marc dont la création à la fin du XIVe siècle est attribuée au duc de Gandia, Alphonse d'Aragon. Il avait été conçu à l'époque comme une institution sanitaire gratuite. Le changement architectural le plus important eut lieu pendant la première moitié du XVIe siècle. La configuration générale du bâtiment est ensuite restée la même jusqu’à aujourd’hui.
Un patio central donne accès à plusieurs dépendances situées tout autour de celui-ci. Les deux salles principales, celle des hommes et celle des femmes, sont réunies par une de leurs extrémités. On note plus particulièrement le toit et les arcs en ogive de la salle des hommes.

## Grotte du Parpalló
La grotte du Parpalló (en catalan : Cova del Parpalló) est un site préhistorique du Paléolithique supérieur. Il est situé dans le parc naturel municipal Parpalló-Borrell, un espace de 560 hectares de la municipalité de Gandia, bien que plus proche de la ville de Barx, située à seulement 3 km. Ce site est inscrit sur la liste des biens d’intérêt culturel du pays (BIC), et fait partie de la Liste du Patrimoine mondial de l’UNESCO pour son ensemble exceptionnel d’art mobilier (nombreuses plaquettes de pierre gravées ou peintes).
La zone dans laquelle la grotte est située, la Sierra del Mondúver (es), a été l’une des premières occupées par les Homo sapiens qui sont arrivés dans cette région de la péninsule Ibérique.